# Катастрофа Boeing B-17 в Виндзор-Локсе
Катастрофа Boeing B-17 в Виндзор-Локсе — авиационная катастрофа, произошедшая 2 октября 2019 года в аэропорту Брэдли, Виндзор-Локс, Коннектикут (США). Boeing B-17 Flying Fortress, находящийся в частной собственности Collings Foundation, выкатился за пределы ВПП и врезался в ангар. Семь из тринадцати человек, находившихся на борту, погибли, шестеро получили ранения, а также один человек пострадал на земле. Самолёт был уничтожен огнём, осталась только часть одного крыла и хвоста.

## Самолёт
Boeing B-17 Flying Fortress, войсковой серийный номер 44-83575 (variant B-17G-85-DL) с гражданским регистрационным номером N93012 был выпущен в 1944 году, и был оснащён 4 двигателями Wright R-1820-97. В общей сложности налетал 11388 часов.
Самолёт совершал непродолжительные полёты для любителей истории и авиации.

## Авиационное происшествие
Полет «живой истории» был задержан на 40 минут из-за сложности запуска одного из четырёх двигателей. Пилот выключил запущенные три двигателя и использовал баллончик с распылителем, чтобы «выдуть влагу» в отказавшем двигателе.
Самолёт вылетел из аэропорта Брэдли, Виндзор-Локс, Коннектикут местным рейсом.